# 西環街坊福利會

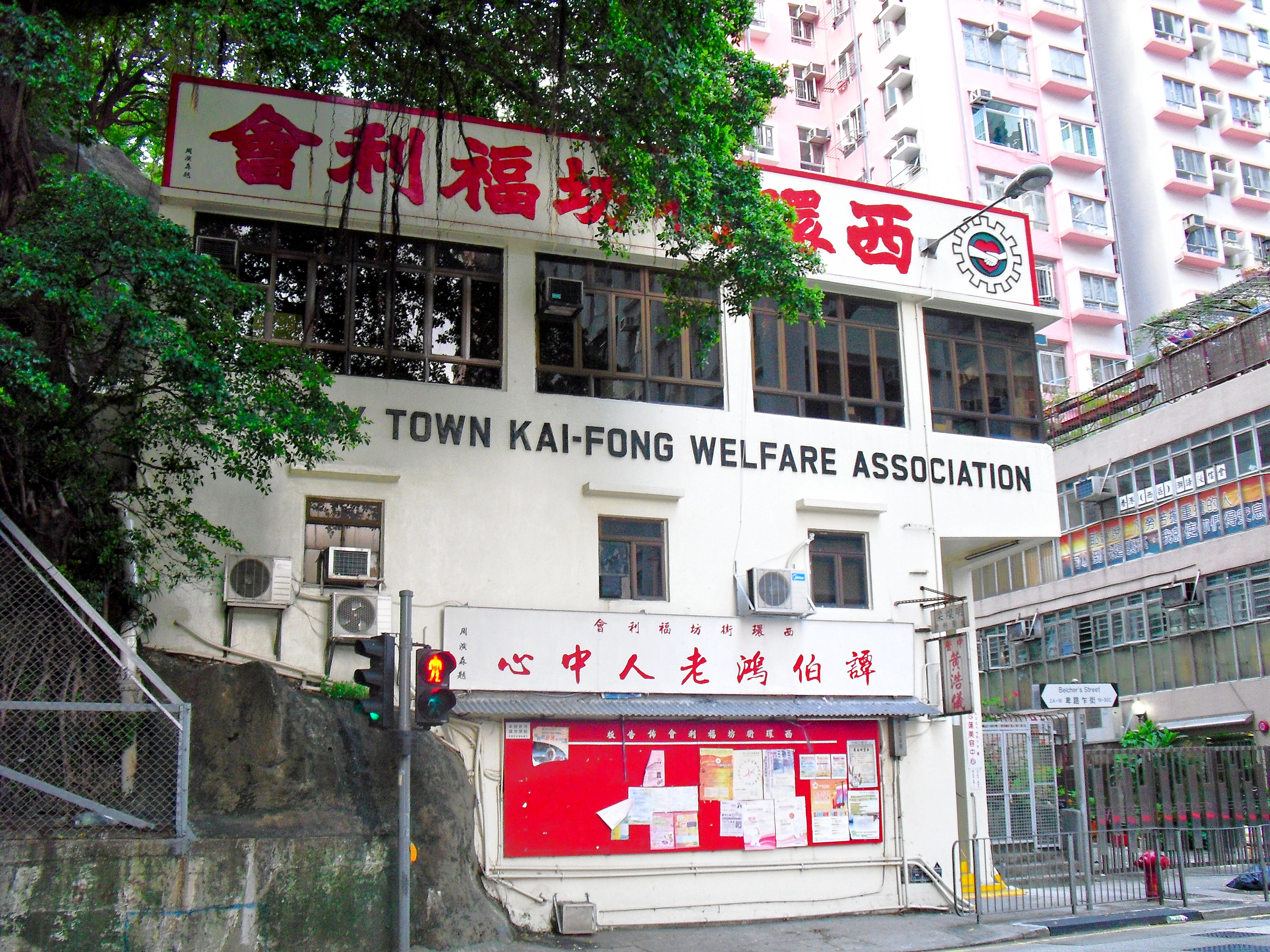
西環街坊福利會

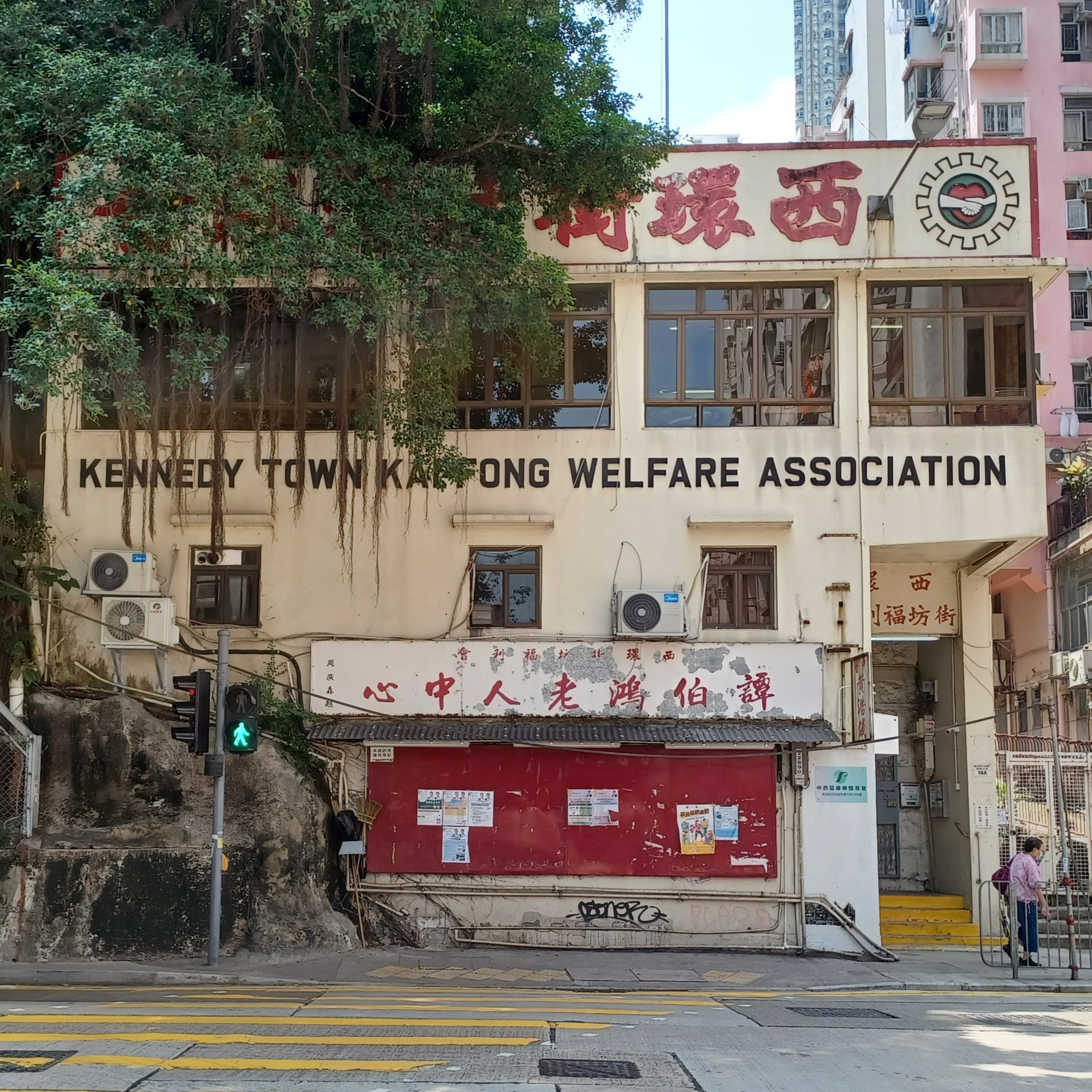
西環街坊福利會（2022年）

西環街坊福利會是香港早期成立的街坊福利會之一，位處香港西環堅尼地城卑路乍街14號A。福利會的二樓附設譚伯鴻老人中心。

## 歷史
於1949年，中國解放，大量難民由國內逃到香港。西環充斥了很多難民，其中不少無親無故，住在街巷的樓梯底。政府的援助不足以照顧所有難民，所以華民政務司麥道軻呼籲各區居民守望相助，鼓勵各區成立街坊福利會，從事地區性的慈善福利工作，西環街坊福利會於同年成立。
雖然全港各區的街坊福利會並非同時成立，但10月23日（有需要時會開會決定前或後1日）定為全港的街坊節，以紀念街坊福利會的成立。以前在街坊節時，各區街坊會主席會獲邀到港督府參加慶祝酒會，由港督負責主禮，可見當年政府對街坊福利會的認同及重視。
由於當年社會福利署尚未成立，街坊會身兼救災、扶貧的工作。於1950年，西環街坊福利會曾大發棉被救濟難民，並且曾經開辦義學讓失學的小孩有機會繼續讀書。